# Sumàdih ibn Man
Abu-Utba Sumàdih ibn Man ibn Sumàdih, fou emir rebel d'Almeria vers 1051-1052. Era el segon fill d'Abu-l-Àhwas Man ibn Muhàmmad ibn Sumàdih i com el seu germà gran Muhàmmad ibn Man ibn Sumadih al-Mútassim s'havia casat amb una germana del rei amírida de València Abd al-Aziz ibn Abi Amir, net d'Almansor.
Vers el 1051 a la mort del seu pare Abu-l-Àhwas Man ibn Muhàmmad ibn Sumàdih es va revoltar, segurament amb el suport del rei de València (del que Almeria s'havia independitzat feia pocs anys), però fou derrotat. Aquesta guerra civil, de la que no es coneixen detalls, va servir als Banu Labbun de Lorca per fer-se independents d'Almeria i de València.
La seva sort és desconeguda.